# Conrad Theodor Linker

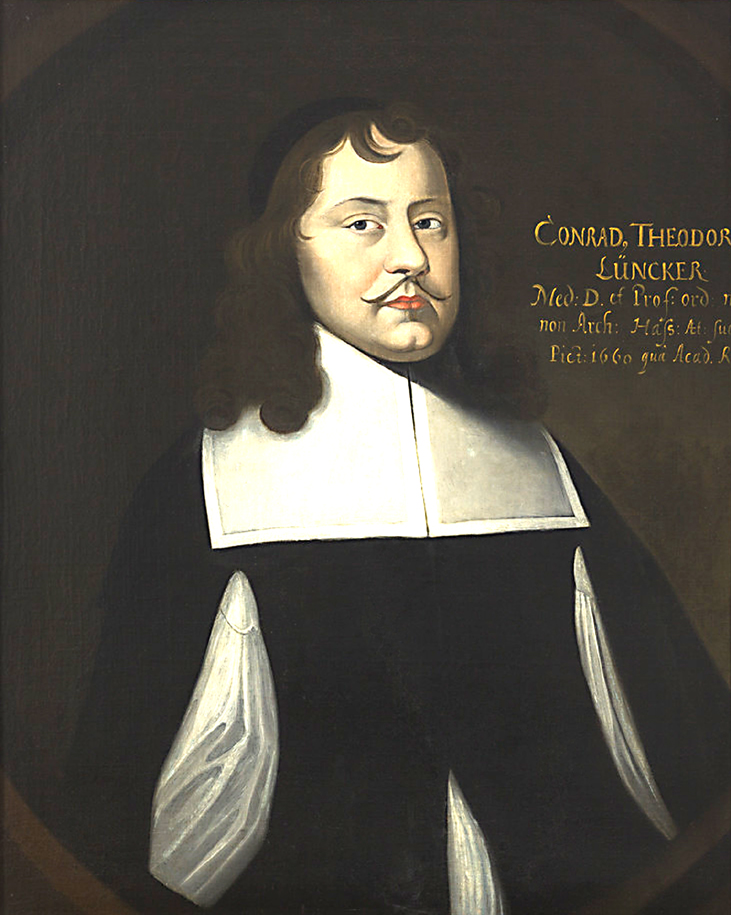
Conrad Theodor Linker

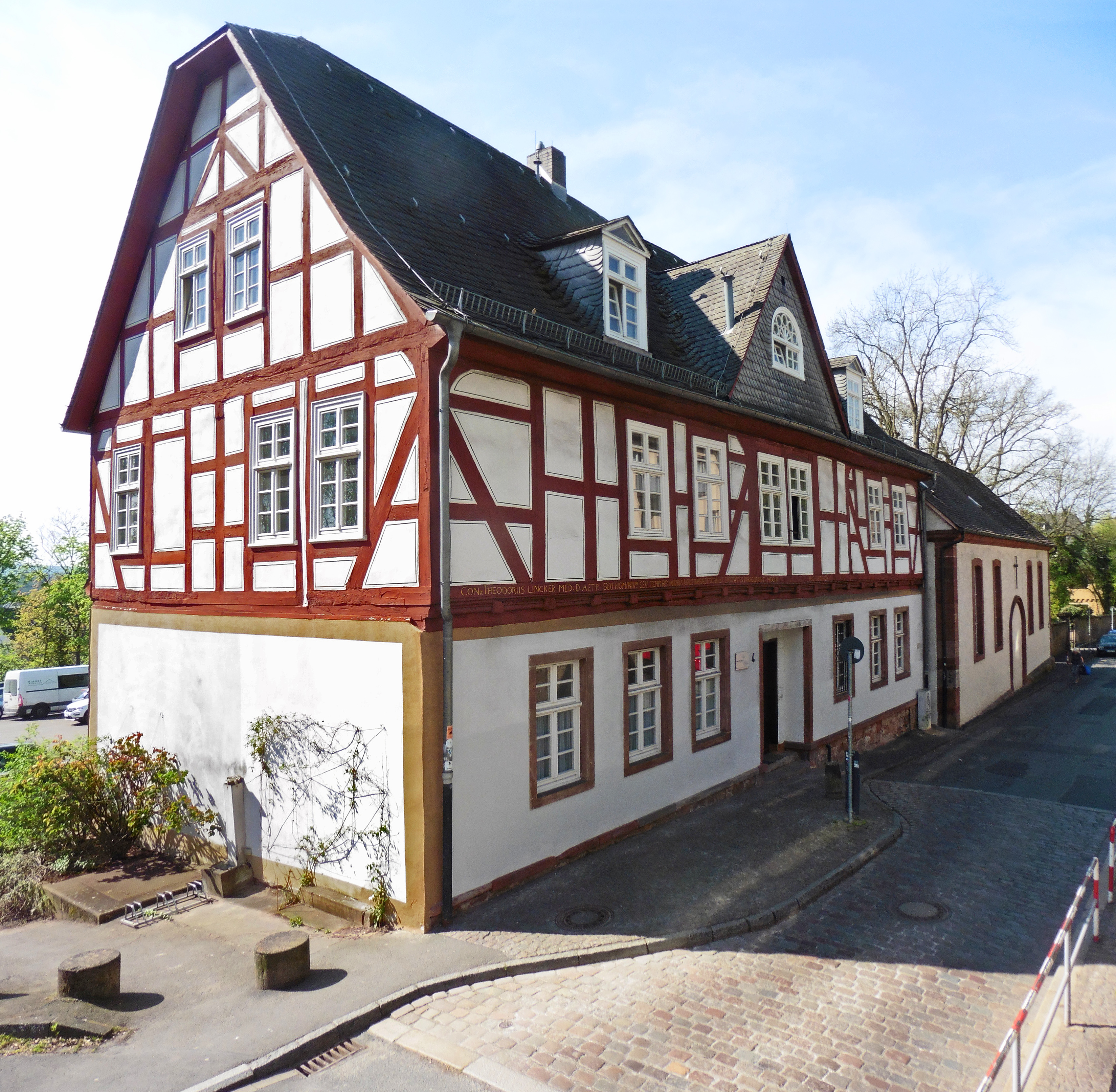
Wohnhaus von Conrad Theodor Linker in Marburg Barfüßertor 4, das er 1657 wieder aufbauen ließ. Heutiges Gemeindehaus der Selbständigen Evangelisch-Lutherischen Gemeinde.

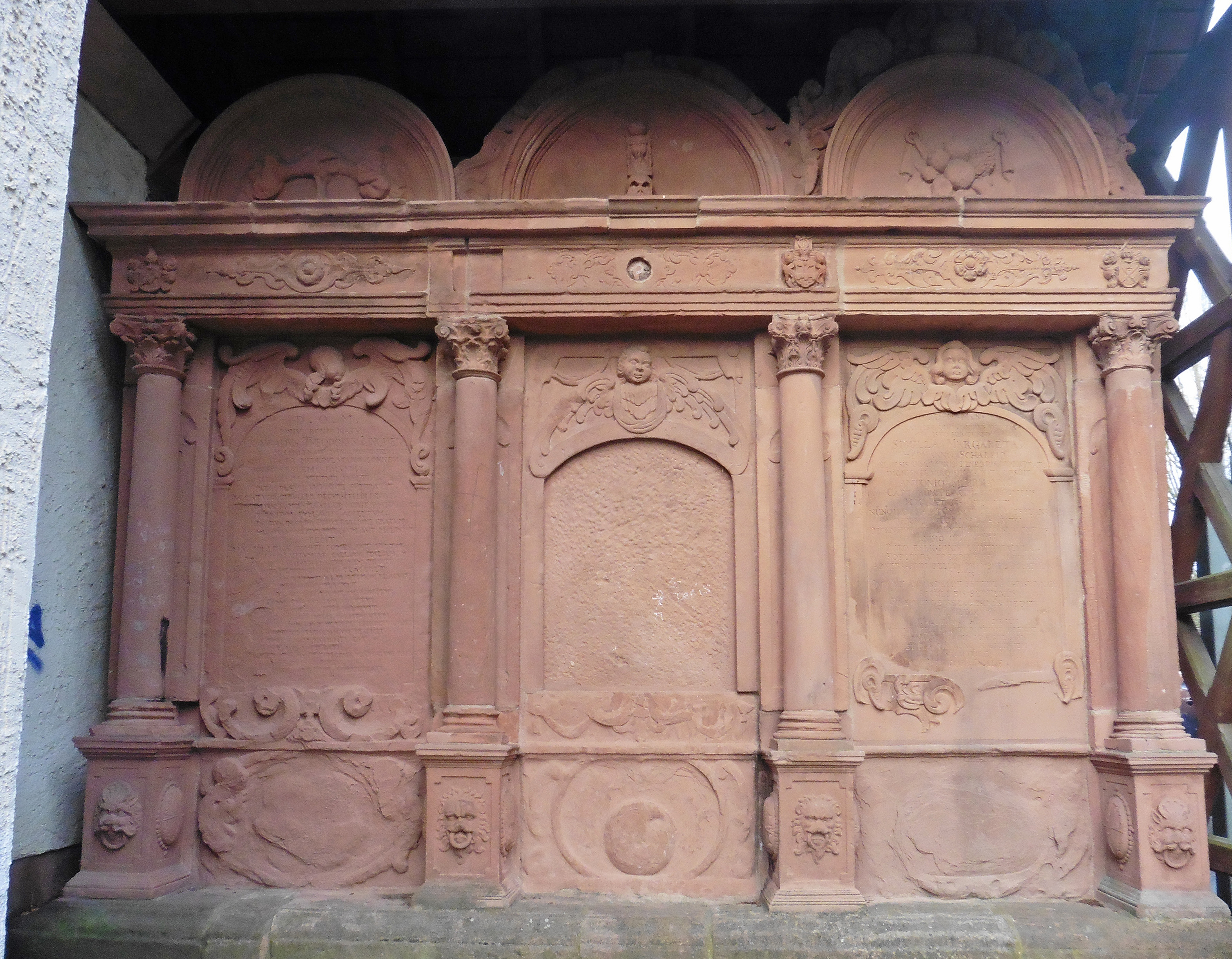
Epitaph für Conrad Theodor Linker (links) und seine Frau Anna Christine geb. Speirmann (rechts) auf dem Friedhof am Barfüßertor hinter seinem Wohnhaus in Marburg.

Conrad Theodor Linker (auch Lincker, Lyncker oder Lüncker; * 25. Dezember 1622 in Marburg; † 30. Dezember 1660 ebenda) war ein deutscher Mediziner.

## Leben
Conrad Theodor Linker war der Sohn des Marburger Bürgermeisters Conrad Linker (1572–1657) und der Catharina Dorstenius († 1650), Tochter von Theodosius Dorstenius, Schultheiß in Marburg. Linker studierte an der Universität Marburg, wurde 1642 von Georg II. von Hessen-Darmstadt zum Lehrer ernannt und sollte sich besonders um die drei Kinder des bereits verstorbenen Simon Ludwig zur Lippe kümmern. Nachdem Hermann Otto und Ludwig Christian 1646 an Pocken starben, begab sich Linker zusammen mit Simon Philipp auf Reisen nach Paris, Grenoble, Rom, Mailand und Florenz, wo in letzterer Simon Philipp ebenfalls an Pocken erkrankte und am 19. Juni 1650 daselbst verstarb.
Nach seiner Rückkehr nach Deutschland nahm Linker das Studium der Medizin wieder auf, promovierte am 2. September 1652 an der Universität Gießen und wurde am 30. Dezember 1652 zum Mitglied (Matrikel-Nr. 9) der Academia Naturae Curiosorum, der heutigen Leopoldina, gewählt. 1653 wurde er zum Hessen-Kasselischen Hofmedicus und zum Professor der Medizin und Eloquenz an der Universität Marburg berufen und begleitete beide Professuren bis zu seinem Tod am 30. Dezember 1660. 1660 war er Rektor der Universität.
Linker heiratete am 21. April 1657 in erster Ehe Anna Christine Speirmann, die ihm eine Tochter (Sybille Catharina, spätere Funck) schenkte und am 11. Februar 1658 im Kindbett verstarb. Der Philologe Johann Nicolaus Funck war sein Enkel. In zweiter Ehe, geschlossen am 5. Mai 1660, heiratete er Anna Catharina Goeddaeus, Tochter des Marburger Professors Johannes Goddaeus.

## Werke (Auswahl)
- Theatrum historico-politicum Tabulas Chronologicas, vicissitudines juxta regnorum variorum eventuum, et interranum Orbe summorum Principatuum, sacrarum et Politicarum Rerum seriem, Temporum motus, Personarum Characteres; Actionum quasi Aquarum ducius, Prudentiae Civilis Fundamenta, à condito Mundo in seculum quod currit facile memoriae succintè exhibens. Iohan Kürsnerus, Marburgi Cattorum 1664, urn:nbn:de:bvb:12-bsb10928849-8 (Latein, VD 17 12:681446U, nicht identisch mit 23:232431D).